# 西藏鼠李
西藏鼠李（学名：Rhamnus xizangensis）为鼠李科鼠李属下的一个种。

## 扩展阅读
- 維基物種上的相關：西藏鼠李